# Fejzi Alizoti
Fejzi Alizoti bég (albánul: Fejzi Bey Alizoti, névváltozata Feizi Alizoti; nevének ejtése fɛjzi alizɔti; Gjirokastra, 1874. vagy 1876. szeptember 22. – Tirana, 1945. április 14.) albán politikus, 1914-ben másfél hónapon keresztül Albánia kormányfője, az 1920-as–1940-es években Olaszország albániai érdekeinek egyik legfőbb támogatója.

## Életútja
Konstantinápolyi tanulmányait követően az Oszmán Birodalom államigazgatásában dolgozott. 1911–1912-ben előbb Prizren, majd Homsz mutasarrifja volt. Miután az olasz hadsereg 1912-ben bevonult Nyugat-Líbiába, Alizotit letartóztatták és Olaszországba internálták. Hamarosan lelkes támogatója lett az Albániával kapcsolatos olasz terveknek. 1914. január 22-étől a londoni egyezmény végrehajtását ellenőrző bizottság égisze alatt a shkodrai székhelyű központi kormányzat elnöke lett. Vilmos fejedelem március 7-ei trónra lépésével kormányát feloszlatták, ezt követően előbb a belügy-, majd a gazdasági minisztérium államtitkári feladatait látta el. 1916. január 28-án az Osztrák–Magyar Monarchia erőit mint felszabadító hadsereget üdvözlő shkodrai nyilatkozat aláírói között szerepelt, ezt követően Shkodra kormányzójaként és közigazgatási tanácsának pénzügyi igazgatójaként közreműködött a Monarchia észak-albániai közigazgatási intézményrendszerének megszilárdításában.
1918 decemberében Alizoti vezetése alatt zajlott le a durrësi kongresszus, Turhan Përmeti 1918–1920-as kormányában a gazdasági tárcát vezette. Az Albánia közjogi helyzetét rendező 1920-as lushnjai kongresszus munkáját obstruálta, ezért Amet Zogu – ekkor még mint belügyminiszter – árulónak bélyegezte meg. Az 1924-es júniusi forradalom során és azt követően politikai pályájuk mégis közeledett egymáséhoz, Zogu politikai felemelkedése során ugyanis hasznát vette Alizoti kiterjedt olasz kapcsolatainak. Pjetër Poga kormányában 1927. február 12-étől október 21-éig a pénzügyi tárcát, ezzel párhuzamosan június 29-éig az oktatási minisztériumot is vezette. Jelentős szerepet vállalt az Albán Királyság 1928. szeptemberi kikiáltásának és Zogu királlyá koronázásának politikai előkészületeiben. Magát Alizotit azonban politikailag eddigre népszerűtlenné tették túlzó, gyakran az albán érdekeket is félretevő olaszbarát tendenciái („Olaszország kavasza, csendőre”). 1931 decemberében még részt vett a polgári és hadi kiadásokat egyaránt megszorító 1932-es költségvetés előkészítésében, de közigazgatási feladatokat majd egy évtizeden keresztül nem kapott. Egyes források szerint az 1928 utáni időszakban az olasz kormány pénzelte Alizotit.
1939-ben Olaszország annektálta Albániát, Alizoti ezt követően került vissza a politikai élvonalba. Shefqet Vërlaci 1939–1941-es kormányában a gazdasági tárcát vezette, emellett az olasz államminiszteri címet is megkapta. Miután Olaszország 1941. június 29-én albánlakta jugoszláv területeket rohant le, Koszovó egy részét, Nyugat-Macedóniát és Montenegró déli sávját Albániához csatolta, Koszovó és Dibra kormánymegbízottjául 1941 júliusában Alizotit jelölték ki. Alizoti tisztogatásokat készített elő, fő célja az újonnan Albániához csatolt területek etnikai homogenizálása volt, de december 3-án posztjáról eltávolították. 1943. május 16. és augusztus 4. között Alizoti elnökölte a nemzetgyűlésként funkcionáló Fasiszta Korporatív Főtanács munkáját.
A felszabadulást követően a kommunisták 1944 novemberében letartóztatták, 1945 áprilisában háborús bűneiért Koço Kotával és tizenöt másik társával együtt halálra ítélték és kivégezték.

## Lásd még
- Albánia történelme